# Ivan Paravac
Ivan Paravac (* 26. März 2001) ist ein kroatischer Leichtathlet, der sich auf den Stabhochsprung spezialisiert hat.

## Karriere
Erste internationale Erfahrungen sammelte Ivan Paravac im Jahr 2018, als er bei den U20-Balkan-Meisterschaften in Istanbul mit übersprungenen 4,60 m die Silbermedaille im Stabhochsprung gewann. Anschließend schied er bei den U18-Europameisterschaften in Győr mit 4,40 m in der Qualifikationsrunde aus. Im Jahr darauf belegte er bei den U20-Balkan-Meisterschaften in Cluj-Napoca mit 4,80 m den vierten Platz und 2020 siegte er mit 5,00 m bei den U20-Balkan-Hallenmeisterschaften in Istanbul, ehe er bei den U20-Balkan-Meisterschaften ebendort mit derselben Höhe die Silbermedaille gewann. 2022 belegte er bei den Balkan-Meisterschaften in Craiova mit 5,20 m den vierten Platz und anschließend gelangte er bei den U23-Mittelmeer-Meisterschaften in Pescara mit 4,83 m auf Rang sechs. Im Jahr darauf belegte er bei den U23-Europameisterschaften in Espoo mit 5,20 m den neunten Platz und wurde anschließend bei den World University Games in Chengdu mit 5,35 m Sechster. Zudem brachte er bei den Balkan-Meisterschaften in Kraljevo keinen gültigen Versuch zustande. 2025 schied er bei den World University Games in Bochum mit 4,85 m in der Vorrunde aus.
2023 wurde Paravac kroatischer Hallenmeister im Stabhochsprung.